# Microporella luellae
Microporella luellae is een mosdiertjessoort uit de familie van de Microporellidae. De wetenschappelijke naam van de soort is voor het eerst geldig gepubliceerd in 2007 door Grischenko, Dick & Mawatari.